# Danablu
Danablu es un queso con indicación geográfica protegida a nivel europeo, originario de Dinamarca. Es un queso ligero, azul. El queso azul danés fue inventado a principios del siglo XX por un quesero danés llamado Marius Boel con la intención de imitar el roquefort. Tiene un sabor más suave, menos salado.

## Características
Este queso es semisuave, de semiblando a blando. Su forma típica es de tambor o de bloque. La corteza tiene un color que va del blanco al amarillento, ligeramente húmeda y comestible. Se elabora con leche de vaca. Su contenido en grasa es de 25-30 % (50-60 % en la materia seca).
La pasta presenta una textura fácil de cortar y untar. Es de color blanco, con vetas azules verdes mohosas. Tiene escasos ojos, presentando agujeros y grietas irregulares de tamaño variable y aspecto mohoso.

## Elaboración
Se añeja de 8 a 12 semanas. Antes de curarlo, se usan barras para perforar la cuajada que se ha formado, para distribuir el moho (Penicillium roqueforti) de manera regular por todo el queso. Los agujeros aún pueden verse en el producto final cuando se corta.
Se recomienda no consumirlo antes de las seis semanas de maduración, para que haya alcanzado todas sus características. A menudo se sirve desmenuzado sobre ensaladas o como postre con fruta.

## Estatus
En España, la norma de calidad sobre la elaboración de este queso era la Orden de 29 de noviembre de 1975 (BOE de 12 de diciembre). Sin embargo, fue registrado como indicación geográfica por el Reglamento (CE) 1107/96, de la Comisión de 12 de junio, relativo al registro de las indicaciones geográficas y de las denominaciones de origen con arreglo al procedimiento establecido en el artículo 17 del Reglamento (CEE) 2081/92. En virtud de ello, se suprimió el Anejo 6 de la norma de 1975 por orden de 11 de octubre de 2001, referente al «Danablu».